# سن خوزه دل کابو
سان خوزه دل کابو (به اسپانیایی: San José del Cabo) یک منطقهٔ مسکونی در مکزیک است که در لوس کابوس واقع شده‌است. سان خوزه دل کابو ۹۳٬۰۶۹ نفر جمعیت دارد و ۴۵ متر بالاتر از سطح دریا واقع شده‌است.